# Mananwala Jodh Singh
Mananwala Jodh Singh é uma cidade do Paquistão localizada na província de Punjab.